# レッド・ブロンクス
レッド・ブロンクス（原題：紅番區、英題：Rumble in The Bronx）は、1995年公開の、ジャッキー・チェン主演の香港映画。

## 概要
ジャッキーが3度目のハリウッド進出を視野に入れて製作した香港映画で、全米興行収入初登場1位というアジア映画初の快挙を成し遂げ、米国中でジャッキー・チェンブームを巻き起こした。ジャッキー本人にとっては『バトルクリーク・ブロー』『キャノンボール』『プロテクター』で全米進出を狙ったが失敗に終っているだけに、本作は大きな成果を挙げた結果となった。後に本格的に全米進出を果たした作品が『ラッシュアワー』である。
本作はニューヨークのブロンクスを舞台としているが、治安面・安全面などを考慮して撮影はカナダのバンクーバーで行われた。ニューヨークには山がないため、当初の撮影では山が映らないようアングルに注意していたが、「アクション場面では観客はアクションに熱中しているべきであって、景色などに気をとられるとしたらそれはアクション自体に問題があるからだ」と考え、途中からはニューヨークのように見せることはやめたという。

## ストーリー
香港の刑事クーン（ジャッキー・チェン）はブロンクス在住の叔父ビル（トン・ピョウ）の結婚式に訪れた。叔父は経営しているスーパーを売りに出し、エレイン（アニタ・ムイ）という女性に買い取らせた。
クーンは叔父の結婚式前日から新婚旅行が終わるまでは叔父の住んでいるアパートを借りて住むことになった。クーンが住む部屋の隣にはダニー（モーガン・ラム）という足が不自由な車椅子の少年が住んでおり、格闘の達人であるクーンに惹かれたたダニーと親友になる。しかし、そのアパートやスーパーの周辺には暴走族が徘徊しており、結婚式前日に叔父が結婚式で使う車を傷つけられそうになったクーンはなんとかそれを阻止する。
そんなある日、クーンがスーパーでエレインと店の事などのことで話していると、店内にアパート周辺を徘徊していた暴走族の数人が現れ、チョコなどを万引きをする。エレインはそのうちの一人であるアンジェロ（ガービン・クロス）を注意するも脅されてしまい、それを見たクーンはカンフーでアンジェロ達数人を撃退。しかし、アンジェロはクーンに鼻を折られており、そのことからクーンはその暴走族に目を付けられることになる。
ある日の夜、クーンは店で万引きした暴走族がナンシー（フランソワーズ・イップ）を襲うシーンに出くわす。だが、ナンシーは暴走族の仲間であり、彼らの罠であった。出くわした数人となんとか相手をしていたものの、徐々に仲間が増えていく暴走族に追い詰められたクーンは路地裏で瓶をぶつけられるリンチを受けて重症を負う。アンジェロは銃でクーンを殺害しようとするが、やりすぎだと感じたナンシーやその意見を汲んだリーダーのトニー（マーク・エイカーストリーム）によって止められ暴走族は立ち去る。ナンシーが帰宅したのはクーンの住むアパートであり、彼女はダニーの姉であった。車椅子のクッションが破れていて新しいクッションの購入をせびるダニーと口喧嘩をしながらも、ゴミを出しにいったナンシーは痛々しい姿で傷ついて戻ってきたクーンと偶然にも出くわすことになる。自分の仲間が傷つけた相手がダニーの親友である事に衝撃を受けたナンシーはクーンを看病し、罪悪感に駆られる。暴走族は翌日もナンシーを連れてエレインの店に集団で襲撃して万引きを働くも、ナンシーだけは昨夜の出来事から外で待っていた。自分を手当してくれた相手がナンシーだとは知らないまま、クーンは店へ行き、トニーとアンジェロから挑発されるも店のボスであると自称し、警察を呼んで追い払う。しかし、逃げたはずの暴走族はクーンに報復を試み、駐車場の屋上まで追い詰める。しかし、クーンは屋上から隣のビルに飛び移る離れ業をやってのけて難を逃れる。
時を同じくして、闇商とギャングによるダイヤモンドの取引が行われており、交渉が決裂した為、闇商は紫のリムジンでその場を去る。しかし、ダイヤモンドが欲しいギャングは闇商の車を襲撃し、偶然にもその場にアンジェロと仲間の一人が遭遇した。紫のリムジンから出てきた闇商が高価な宝石を身に着けていることに気づいたアンジェロ達は宝石やギャングが欲しているダイヤモンドを強奪してしまう。仲間の一人はすぐに逃げたものの、アンジェロはダイヤの入ったアタッシュケースを開けるのにもたついて追ってきたギャング達に追われてしまう。襲撃現場は奇しくもクーンのアパートの近くであり、アンジェロはクーンのアパートに逃げこんでダニーの車椅子の破れたクッションにダイヤを隠して逃げるもギャングに捕まってしまう。ところが一般市民から通報を受けた警察によってアンジェロはギャング共々捕まってしまう。
散歩から戻ったクーンとダニーはナンシーが買ってきた新しいクッションがあることに気づいて大喜び、ダニーは自分と姉は親がいないからいろんな自分の為に仕事を掛け持ちしていて大変であること、自分が車椅子生活でなければ姉を守れることという話をクーンに話し、偶然部屋にいたナンシーはその話を聞いて良心の呵責に耐えられなくなり、二人のもとに現れる。自分を襲った暴走族にいた女性がダニーの姉であることに気づいたクーンは驚くものの、その場で話を合わせて彼女に借りがあるとダニーに話し、ナンシーはクーンとダニーとそれぞれ和解し、以降ナンシーはその事でクーンに恋をする。
クーンとダニー、ナンシーは行動を共にすることが増え、それに気づいたトニーはナンシーを略奪されたことに激怒し、エレインの店を完膚なきまでに破壊した。こんな争いに終止符を打つため、クーンは暴走族のアジトに乗り込み、トニーと1対1での勝負をして勝利する。見かねた仲間たちはクーンに集団で襲いかかるもクーンは応戦し、それを見たトニーは銃で争いを鎮める。トニーはお前の勝ちだとクーンに対して敗北を認め、暴走族達は店に関わらない、今後争いをしないと手打ちする。
一方、証拠不十分で釈放されていたアンジェロはダイヤの在り処を吐かせる為、同じく証拠不十分で釈放されたギャングたちに仲間とみなされたクーン、トニー、ナンシー共々捕まってしまう。アンジェロはダニーの車椅子に隠したと白状した為、ギャング達は案内役としてクーンを連れてアパートに行く。子供であるダニーにすら乱暴に扱ったギャングにクーンは激怒し、ギャングたちをやっつけてダイヤを見つけた上で、警察に連絡する。警察はこのギャングたちの親玉はホワイトタイガー（クリス・ロード）であると知っており、証拠が掴めずヤキモキしていた。
クーンは人質となっているナンシーやトニーたちを救うため、ダイヤを渡す代わりに解放するようギャング達に取引を持ちかけるものの、会話の内容や頭に仕込んでいた盗聴器に気づかれて警察に連絡したことを知られてしまい、殺されそうになるも警察が駆けつけて銃撃戦になる。ギャングたちは近くに停車していたホバークラフトで逃亡を図り、巨大なホバークラフトを止められず警察も手が出せなかった。クーンは目に入った店頭の展示物である巨大な鋸刀(をくっつけた、こちらもたまたまそこにあったカウンタック)でホバークラフトのエアー部分を切り裂き、停車させることに成功。ギャングたちを一網打尽にし、トニーとナンシーを解放。親玉のホワイトタイガーを逮捕するだけとなった警察はクーンに無免許でホバークラフトを運転することを許可し、クーンは切り裂いたエアー部分をガムテープで修理したホバークラフトを使ってゴルフ中のホワイトタイガーを襲撃する。ボディーガードをホバークラフトで次々と轢き、逃げるホワイトタイガーを轢いて尻が丸出しにあったホワイトタイガーは泣く泣く御用となる。

## キャスト
| 役名                  | 俳優                                    | 日本語吹替 | 日本語吹替   | 日本語吹替   |
| 役名                  | 俳優                                    | VHS・DVD版 | フジテレビ版 | テレビ東京版 |
| --------------------- | --------------------------------------- | ---------- | ------------ | ------------ |
| クーン                | ジャッキー・チェン                      | 石丸博也   | 石丸博也     | 石丸博也     |
| エレイン （エレーナ） | アニタ・ムイ                            | 戸田恵子   | 雨蘭咲木子   | 本田貴子     |
| ナンシー              | フランソワーズ・イップ                  | 篠原恵美   | 水谷優子     | 弓場沙織     |
| ビルおじさん          | トン・ピョウ （声：バートン・シャープ） | 峰恵研     | 富田耕生     | 岩崎ひろし   |
| トニー                | マーク・エイカーストリーム              | 子安武人   | 玄田哲章     | 堀内賢雄     |
| アンジェロ            | ガービン・クロス                        | 家中宏     | 檀臣幸       | 高木渉       |
| ホワイト・タイガー    | クリス・ロード                          | 糸博       | 納谷悟朗     | 有本欽隆     |
| ダニー                | モーガン・ラム                          | 近藤玲子   | 近藤玲子     | 田中晶子     |
| ハリソン刑事          | デイビッド・フレデリックス              |            | 内海賢二     | 佐々木梅治   |
| ジョーダン            | ジョーダン・レノックス                  |            |              | 木村雅史     |
| ウォルター・ラオ      | エリー・レオン                          |            |              | 赤城進       |
| スティーヴン・ラウ    | ジェイミー・ルーク                      |            |              | 谷昌樹       |

- フジテレビ版：初回放送1996年10月19日 『ゴールデン洋画劇場』
  - その他：吉田理保子、小島敏彦、成田剣、千田光男、若本規夫、仲野裕、秋元羊介、天田益男、堀越真己、安西正弘、茶風林、水野龍司、星野充昭、大黒和広、松下亜紀、松谷彼哉、中澤やよい、本間ゆかり
- テレビ東京版：初回放送2009年05月13日 『水曜シアター9』[※ 2]
  - その他：堀越真己、辻親八、咲野俊介、斉藤次郎、古澤徹、乃村健次、宇垣秀成、ふくまつ進紗、永木貴依子、榊原奈緒子、東城光志、石川綾乃

- ソフト版
  - 宝亀克寿、堀越真己、伊藤和晃、天田益男、幹本雄之、荒川功、後藤敦、喜多川拓郎、安井邦彦、大黒和広、坂東尚樹、関口英司、長島雄一、棚田恵美子、喜田あゆ美、大坂史子

2018年冬にテレビ版の吹替音声を収録した「吹替の力」シリーズ『【初回限定生産】レッド・ブロンクス 日本語吹替音声追加収録版 ブルーレイ』が発売される予定だったが中止となっている。

## スタッフ
- 監督：スタンリー・トン
- 製作総指揮：レナード・ホー
- 製作：バービー・トン
- 脚本：エドワード・タン、ファイブ・マー
- 音楽：ネイザン・ウォン
- 撮影：ジングル・マー
- 編集：チャン・イウチョン

### 日本語版制作スタッフ
| 役職           | VHS・DVD版                         | フジテレビ版                        | テレビ東京版                                    |
| -------------- | ---------------------------------- | ----------------------------------- | ----------------------------------------------- |
| 演出           | 蕨南勝之                           | 松川陸                              | 高橋剛                                          |
| 翻訳           | 武満真樹                           | 平田勝茂                            | 徐賀世子                                        |
| 調整           | 遠西勝三                           | 長井利親                            | 長井利親                                        |
| 効果           |                                    | 南部満治                            | リレーション                                    |
| 担当           | 吉富孝明（ニュージャパンフィルム） | 小笠原恵美子 山形淳二（フジテレビ） | 柴川謙一 孫田利哉（ブロードメディア・スタジオ） |
| 配給           |                                    |                                     | ワーナー・ブラザース・テレビジョン              |
| プロデューサー |                                    |                                     | 五十嵐智之（テレビ東京） 遠藤幸子（テレビ東京） |
| 制作           | ニュージャパンフィルム             | ニュージャパンフィルム              | テレビ東京 ブロードメディア・スタジオ           |

## 作品解説
本作は元々『奇蹟/ミラクル』（1989年）の直後に製作される予定だった。
当初の仮タイトルは「スーパーマーケット（英題は「The Wild Zone」）」で、ジャッキーが学生役を演じ、カナダのバンクーバーでロケされるはずだった。当時の企画としては“中国の学生が苦難を乗り越えて友情を育み、外国の環境に馴染んでいく”というストーリーだった。仮タイトルの由来は、この主人公の学生がスーパーマーケットでアルバイトをしていることから付けられた。しかし諸事情により撮影が延期となり、1995年に「レッド・ブロンクス」として現在の作品が完成された。

### 撮影
劇中終盤に登場するホバークラフトは英国王室所有のエリザベス女王の私物を借用して使用している。
路地での瓶による攻撃は“キャンディ・グラス（飴ガラス）”と呼ばれる砂糖で作られた撮影用のものではなく、本物のガラス瓶を使用した。ジャッキーは「キャンディは危険。本物のほうが安全だ」と言っている。

### 事故
本作中、ジャッキーは桟橋からホバークラフトに飛び移るシーンの撮影中の事故により右足首を骨折してしまう。しかしながら骨折した足をギプスで固定し、さらにそのギプスに靴の絵の描かれたゴムをはめて撮影を続行した。これはジャッキーがホバーに乗り移っているシーンで確認できる。終盤、ホバークラフトへ古物屋から手に入れた刃物とスポーツカーを使って攻撃するシーンは当初のプロットにはなく、ジャッキーの骨折のために急遽考案されたもので、古物屋で刃物を見つけて手に入れようと走るシーンはスタンリー・トン監督が代役で行っており、後ろ姿しか映っていないのはそのためである。

## ソフト

### バージョン違い
日本版ビデオは「日本公開版」のほか、91分のアメリカ公開バージョン「インターナショナル版」が『レッド・ブロンクス(U.Sバージョン)』のタイトルで字幕版のみ発売された。配給はニュー・ライン・シネマ。
DVD発売されたもの及びフジテレビで放送されたものは、日本公開版（DVDにのみ「アジア版」がセットで付属）だったが、2009年5月13日、テレビ東京の「水曜シアター9」枠にて、インターナショナル版がHDリマスターされて放送された。このテレビ東京の放送では、編集もセリフも吹き替え声優陣も全て一新したバージョンとなったほかアニタ・ムイ演じる「エレイン」という役名が「エレーナ」に変更された。
日本版Blu-rayはインターナショナル版のみである。

### レッド・ブロンクス　スペシャル・エディション
- 発売日：2003/3/7
- 品番：DL24803
- 発売：ワーナー・ホーム・ビデオ
- 時間
  - 【日本公開版】
    - 106分

  - 【アジア公開版】
    - 89分
- サイズ
  - 【日本公開版】
    - ビスタサイズ

  - 【アジア公開版】
    - 16:9LBシネマスコープ
- 字幕
  - 【日本公開版】
    - 日本語字幕

  - 【アジア公開版】
    - 日本語字幕
    - 北京語字幕
- 音声
  - 【日本公開版】
    - 広東語 ドルビーサラウンド
    - 日本語ステレオ

  - 【アジア公開版】
    - 英語 5.1chサラウンド
    - 広東語 ドルビーサラウンド
- リージョンコード：2
- 1層
- 特典映像
  - 日本公開版劇場予告編収録
  - 劇場予告編収録

### レッド・ブロンクス　DVD
- 発売日：2011/6/15
- 品番：WTB24803
- 発売：ワーナー・ホーム・ビデオ
- 時間：106分
- サイズ：16×9FF/ビスタサイズ
- 字幕
  - 日本語
  - 吹替用
- 音声
  - 広東語 ドルビーサラウンド
  - 日本語 ステレオ
- リージョンコード：2
- 1層
- 特典映像
  - 日本公開版劇場予告編収録

### レッド・ブロンクス　Blu-ray
- 発売日：2015/10/14
- 品番：1000579870
- 時間：89分
- 発売：ワーナー・ブラザース・ホームエンターテイメント
- サイズ：16×9LB/スクイーズシネマスコープサイズ
- 字幕
  - 英語
  - 日本語
- 音声（US版本編のため、日本語吹き替えの収録なし）
  - 英語 5.1ch DTS-HD Master Audio
- リージョンコード：A
- 2層
- 特典映像
  - オリジナル劇場予告編

## エピソード
- 叔父役を演じたトン・ピョウが劇中の台詞で｢香港で馬を育てる」とあるが、トン本人も大の馬好きで自身も競馬の解説をするほどである。
- 劇中のロックバンドのシーンのロックバンドは90年代のエアロスミスを思わせる扮装で回りの客はパンクとヘビメタが入り交じったファッションでパンクの定番のボコ・ダンスを踊っている。